# Naissance en 1978
Naissance
- 1974
- 1975
- 1976
- 1977
- 1978
- 1979
- 1980
- 1981
- 1982

Les naissances en 1978 concernent les personnalités nées entre le 1er janvier et le 31 décembre 1978.

## Janvier
- 1er janvier : 
  - Agitu Gudeta, Éthiopienne émigrée en Italie († 29 décembre 2020).
  - Chris Davidson, surfeur professionnel australien († 24 septembre 2022).
  - Anana Harouna, chanteur et guitariste nigérien.
- 5 janvier : 
  - Jaike Belfor, actrice néerlandaise.
  - America Olivo, actrice, un model Playboy et une chanteuse américaine, ancienne membre du groupe latino-américain Soluna.
  - January Jones, actrice américaine.
- 7 janvier : Emilio Palma, première personne née sur le continent Antarctique.
- 8 janvier : Thione Niang, militant politique sénégalais et américain.
- 9 janvier : A.J. McLean, chanteur américain.
- 10 janvier : 
  - Ingrid Bisa, femme politique italienne.
  - Ali Kamel Sid El Hadj, footballeur algérien.
- 12 janvier : Kim Sa-rang, actrice sud-coréenne.
- 13 janvier : Laura Wyld, femme politique britannique.
- 18 janvier : Wandee Kameaim, haltérophile thaïlandaise.
- 19 janvier : Laura Närhi, chanteuse finlandaise.
- 20 janvier : Omar Sy, acteur et humoriste français.
- 21 janvier : Sacha Judaszko, acteur, humoriste et chauffeur de salle français.
- 23 janvier : Wallen, chanteuse de R'n'B franco-marocaine.
- 25 janvier : 
  - Charlène Wittstock, femme du prince souverain Albert II de Monaco.
  - Volodymyr Zelensky, acteur, cinéaste et homme politique ukrainien.
- 28 janvier : 
  - Gianluigi Buffon, footballeur italien.
  - Papa Bouba Diop, footballeur sénégalais († 29 novembre 2020).
  - Atef Saadi, footballeur algérien.
- 29 janvier : Tania Bruna-Rosso, animatrice de radio et de télévision française.
- 30 janvier : Fabien Clain, jihadiste français († 20 février 2019).
- 31 janvier :
  - Fabián Caballero, footballeur argentin († 27 septembre 2024).
  - Ibolya Oláh, chanteuse hongroise.

## Février
- 1er février : Sara Tavares, chanteuse portugaise († 19 novembre 2023).
- 2 février : 
  - Faye White, joueuse de football anglaise.
  - Nelson Chamisa, homme politique zimbabwéen.
- 3 février : Joan Capdevila, footballeur espagnol.
- 6 février : Olena Zelenska, scénariste et architecte ukrainienne.
- 7 février : Ashton Kutcher, acteur américain.
- 10 février : Don Omar, chanteur de reggaeton, compositeur, acteur, producteur et homme d'affaires Portoricain.
- 12 février : Nono Berocan, homme politique de la République démocratique du Congo.
- 14 février : 
  - Danai Gurira, actrice américaine.
  - Anne-Gaëlle Riccio, animatrice française de télévision.
- 19 février : 
  - Antonio Ferrera, matador espagnol.
  - Yui Yatyer, chanteuse pop thaïlandaise.
- 20 février : 
  - Julia Jentsch, actrice allemande.
  - Chelsea Peretti, actrice, humoriste et scénariste américaine.
- 21 février : Michelle Harvey, entomologiste australienne.
- 23 février : Sarah Mathilde Domogala, réalisatrice franco-néerlandaise.
- 25 février : Darren Soto, personnalité politique américaine.
- 26 février : Tom Beck, chanteur, acteur et danseur allemand.
- 27 février : Thomas Pesquet, astronaute français.
- 28 février : Jeanne Cherhal, chanteuse française.

## Mars
- 1er mars : 
  - Jensen Ackles, acteur américain.
  - Patrice Maktav, acteur et auteur-compositeur-interprète français
- 2 mars : Márcio-André, poète brésilien.
- 7 mars : 
  - Ben Templesmith, dessinateur de comics australien.
  - Karim Saleh, acteur franco-libanais.
- 10 mars : Camille, auteure-compositrice-interprète français.
- 11 mars : 
  - Didier Drogba, footballeur ivoirien professionnel.
  - Ha Jeong-woo, acteur, réalisateur, scénariste et producteur sud-coréenne.
- 14 mars :
  - Iris Eliisa Rauskala, femme politique autrichienne.
  - Gabrielle Bertin, femme politique britannique.
- 17 mars : Shea Diamond, autrice-compositrice-interprète américaine.
- 21 mars : 
  - Rani Mukherjee, actrice indienne.
  - Young Noble, rappeur américain († 4 juillet 2025).
- 22 mars : Disiz, rappeur, écrivain.
- 23 mars : 
  - David Tom, acteur américain.
  - Nicholle Tom, actrice américaine.
  - Liu Ye, acteur chinois.
- 31 mars : Nelsan Ellis, acteur américain († 8 juillet 2017).

## Avril
- 1er avril : Jean-Pierre Ayobangira, homme politique de la République démocratique du Congo.
- 3 avril :
  - Tommy Haas, joueur de tennis allemand.
  - John Smit, rugbyman sud-africain.
  - Benjamin Morgaine, animateur de télévision, radio, producteur et acteur franco-égyptien.
- 4 avril : Marcel Nkueni, footballeur congolais.
- 6 avril :  Lauren Ridloff, actrice américaine.
- 7 avril : Stéphane Edouard, essayiste, vidéaste web et entrepreneur français.
- 12 avril : 
  - Guy Berryman, bassiste anglais du groupe Coldplay.
  - Natalie Grams, lanceuse d'alerte contre l'homéopathie.
- 13 avril : Carles Puyol, footballeur espagnol.
- 14 avril : Louisy Joseph, chanteuse française, ex-membre des L5.
- 15 avril : Luis Fonsi, chanteur portoricain.
- 16 avril : 
  - Adnan Čustović, footballeur bosnien.
  - Lara Dutta, actrice indienne.
  - Marc Serrano, matador français.
- 19 avril :
  - James Franco, acteur américain.
  - Victoria Aihar, romancière uruguayenne.
- 24 avril : Patrice Beaumelle, joueur de football français.
- 25 avril : Sya Styles, DJ/producteur français d'origine marocaine († 26 octobre 2015).
- 26 avril : Stana Katic, actrice canadienne.
- 30 avril : Tom Fulp, développeur américain, créateur de Newgrounds.

## Mai
- 3 mai : 
  - Manuel Lima, designer de l'information, auteur, conférencier et chercheur portugais.
  - Réda Dalil, journaliste, écrivain marocain († 19 mars 2024).
- 4 mai : Nouman Ali Khan, prédicateur pakistano-américain.
- 7 mai : Teheiura Teahui, aventurier français.
- 8 mai : Melissa Carlton, nageuse handisport australienne.
- 9 mai :
  - Anette Dawn, actrice pornographique hongroise.
  - Djamel Okacha, djihadiste algérien († 21 février 2019).
- 11 mai :
  - Laetitia Casta, mannequin et actrice française.
  - Scott Matzka, joueur de hockey sur glace américain († 16 décembre 2018).
- 13 mai : Félicien Taris, producteur audiovisuel, chanteur français et ancien participant de Loft Story 2.
- 12 mai : 
  - Alex Ebert, chanteur américain des groupes Ima Robot et Edward Sharpe and the Magnetic Zeros.
  - Aya Ishiguro, ex-idole, chanteuse et actrice japonaise.
- 21 mai : Firsat Sofi, homme politique kurde irakien († 18 novembre 2020).
- 23 mai : 
  - Scott Raynor, ancien batteur du groupe américain Blink-182.
  - 2D, chanteur et pianiste du groupe Gorillaz (personnage fictif).
- 24 mai :
  - Rose, chanteuse française.
  - Alket Rizai, criminel albanais.
- 25 mai : Adam Gontier, chanteur américain.
- 26 mai : 
  - Karen Couéry, joueuse française de rink hockey.
  - Benji Gregory, acteur américain († 13 juin 2024).
- 28 mai : Sylvie Tellier, femme d'affaires française.
- 29 mai : 
  - Pelle Almqvist, chanteur suédois du groupe The Hives.
  - Sébastien Grosjean, joueur de tennis français.

## Juin
- 4 juin : Joshua McDermitt, acteur américain.
- 6 juin :
  - Faudel (Faudel Belloua), chanteur français.
  - Carl Barat, chanteur et acteur britannique.
  - Judith Barsi, actrice américaine († 25 juillet 1988).
  - Jeremy Gara, musicien canadien, batteur du groupe Arcade Fire.
  - Konstantīns Konstantinovs champion du monde letton de force athlétique († 28 octobre 2018).
  - Nicolas Wilgenbus, luthier français.
- 7 juin : Adrienne Frantz, actrice américaine.
- 8 juin : Maria Menounos, actrice, journaliste, présentatrice télé et catcheuse occasionnelle américano-grec.
- 9 juin : 
  - Matthew Bellamy, chanteur, guitariste, pianiste du groupe anglais Muse.
  - Michaela Conlin, actrice américaine.
  - Miroslav Klose, footballeur international allemand.
- 10 juin : Shane West, acteur et chanteur américain.
- 11 juin : Odalis Pérez, ancien lanceur gaucher de baseball († 10 mars 2022).
- 15 juin : Mohamed Muizzu, Homme d'État maldivien.
- 16 juin : 
  - Daniel Brühl, acteur allemand.
  - Chris Marques, danseur de salon et chorégraphe franco-portugais.
- 18 juin : Snežana Perić, karatéka serbe († 9 février 2022).
- 19 juin :
  - Zoe Saldaña, actrice américaine.
  - Garfield, personnage (chat) fictif créé par Jim Davis.
- 21 juin : 
  - Rim'K (Abdelkarim Brahmi-Benalla), rappeur français, membre du 113 et du collectif Mafia K'1 Fry.
  - Erica Durance, actrice et productrice canadienne.
  - Jean-Pascal Lacoste, chanteur français.
- 23 juin : Humberto Busto, acteur mexicain.
- 24 juin : Geoff Keighley journaliste de jeu vidéo canadien, présentateur des Game Awards.
- 28 juin : Ha Ji-won, actrice, animatrice de télévision et mannequin sud-coréenne.
- 29 juin : Nicole Scherzinger, chanteuse, danseuse, américaine, membre du groupe The Pussycat Dolls.

## Juillet
- 4 juillet : 
  - Lisa Gjessing, taekwondoïste handisport danoise.
  - Émile Lokonda Mpenza, footballeur belge.
- 5 juillet : Allan Simonsen, pilote automobile danois († 22 juin 2013).
- 6 juillet :
  - Danil Khalimov, lutteur russe et kazakh  († 15 octobre 2020).
  - Tamera Mowry, actrice américaine.
  - Tia Mowry, actrice américaine.
- 8 juillet : Rachael Lillis, actrice  et doubleuse américaine († 10 août 2024).
- 9 juillet : Wahid Bouzidi, humoriste franco-algérien († 20 août 2023).
- 10 juillet : Christian Lapointe, auteur et metteur en scène québécois.
- 11 juillet : Kim Kangwoo, chanteur et acteur sud-coréen.
- 12 juillet : Marco de la O, acteur mexicain.
- 13 juillet : Kate More, actrice de charme néerlandaise.
- 15 juillet : Jean Sébastien Lavoie, chanteur canadien.
- 17 juillet : 
  - Emilie Simon, auteur-compositeur-interprète française.
  - Justine Triet, réalisatrice et scénariste française.
- 18 juillet : Mélissa Theuriau, journaliste française.
- 20 juillet : 
  - Fabio Coala, auteur de bande dessinée brésilien.
  - Raymond van der Kaaij, producteur néerlandais.
  - Adam Szustak, dominicain polonais.
- 21 juillet : Josh Hartnett, acteur américain.
- 22 juillet :
  - A.J.Cook, actrice américaine.
  - Isa Noyola, activiste trans-latina.
- 23 juillet : Julien Taurines, judoka français handisport.
- 26 juillet : Matthieu Bataille, judoka français.
- 27 juillet : Rouhollah Zam, opposant iranien († 12 décembre 2020).
- 30 juillet : Nikema Williams, femme politique américaine.
- 31 juillet :
  - Will Champion, batteur anglais du groupe Coldplay.
  - Justin Wilson, pilote automobile britannique († 24 août 2015).
  - Estelle Youssouffa, femme politique française.

## Août
- 3 août : 
  - Joëlle Brupbacher, alpiniste suisse († 22 mai 2011).
  - Karien Noordhoff, actrice néerlandaise.
- 5 août : Rita Faltoyano, actrice pornographique hongroise.
- 13 août : Booder, humoriste franco-marocain.
- 17 août : Disha Vakani, actrice indienne.
- 18 août : Andy Samberg, acteur et humoriste américain.
- 19 août : Ekaterina Schulmann, politologue russe.
- 23 août : 
  - Kobe Bryant, basketteur américain († 26 janvier 2020).
  - Joachim Cooder, batteur américain, fils de Ry Cooder.
  - Julian Casablancas, chanteur du groupe américain The Strokes.
- 24 août : Alex Lutz, acteur, humoriste, metteur en scène et auteur de théâtre français.
- 26 août : Eva Baltasar, écrivaine et poétesse catalane.
- 29 août : Jérémie Elkaïm, acteur, scénariste et réalisateur français.
- 30 août : 
  - Isabelle Périer, enseignante-chercheuse en littérature comparée française († 17 septembre 2017).
  - Marie Denarnaud, actrice française.
- 31 août : William Boyle, écrivain américain.

## Septembre
- 2 septembre : 
  - Khaled Hammoutène, footballeur algérien.
  - Düzen Tekkal, journaliste kurde yézidie.
  - Matthew Watkins, joueur international de rugby à XV gallois († 7 mars 2020).
- 5 septembre : Chris Hipkins, personnalité politique néo-zélandaise, 41e Premier ministre de Nouvelle-Zélande.
- 6 septembre : Peter van Huffel, musicien canadien.
- 7 septembre : 
  - Cartman, animateur radio, comédien, animateur de télévision, humoriste, chanteur, musicien et producteur français.
  - Devon Sawa, acteur canadien.
- 11 septembre : Rumi, rappeuse japonaise.
- 12 septembre : Benjamin McKenzie, acteur américain.
- 14 septembre : Charlie Winston, chanteur anglais.
- 15 septembre : 
  - Zach Filkins, musicien américain (OneRepublic).
  - Rubén Garabaya, handballeur espagnol.
  - Eidur Guðjohnsen, footballeur islandais.
  - Kew Jaliens, footballeur néerlandais.
  - Antonella Papiro, femme politique italienne.
- 16 septembre : Michael Mosley, acteur et mannequin américain.
- 19 septembre : Lilia Merodio Reza, femme politique mexicaine.
- 20 septembre :
  - Jason Bay, joueur de baseball canadien.
  - Julien Bonnaire, rugbyman français.
- 21 septembre : Marit Berger Røsland, femme politique norvégienne.
- 22 septembre :
  - Daniella Alonso, actrice américaine.
  - Alessandra Ermellino, femme politique italienne.
- 24 septembre : Miguel Abellán, matador espagnol.
- 25 septembre : Irakli Kobakhidze, homme politique géorgien.
- 27 septembre : Janira Hopffer Almada, femme politique capverdienne.
- 30 septembre : 
  - Candice Michelle, catcheuse professionnelle américaine luttant à la WWE.
  - Juan Magán, chanteur, rappeur, disc jockey, producteur de musique, espagnol et dominicain.

## Octobre
- 2 octobre : Ayumi Hamasaki, chanteuse japonaise.
- 3 octobre :
  - Terezinha Guilhermina, athlète handisport brésilienne.
  - Shannyn Sossamon, actrice et musicienne américaine d'origine océanienne.
- 5 octobre :
  - Hamad Ndikumana, footballeur international rwandais († 15 novembre 2017).
  - Pichetchai Pholdee, acteur, animateur de télévision et mannequin thaïlandais.
- 6 octobre : Liu Yang, taïkonaute chinoise.
- 7 octobre : Alesha Dixon, chanteuse anglaise.
- 9 octobre : Teona Akoubardia, femme politique géorgienne.
- 10 octobre : Kenneth Dokken, footballeur, puis entraîneur norvégien.
- 13 octobre : Ellen Estes, joueuse américaine de water-polo.
- 14 octobre : 
  - Kathleen Rubins, astronaute américaine.
  - Usher, chanteur de RnB américain.
- 16 octobre : Gianluca Comotto, footballeur italien.
- 21 octobre : Joanna Dworakowska, joueuse d’échecs polonaise († 13 avril 2024).
- 26 octobre : CM Punk, catcheur professionnel à la WWE.
- 27 octobre : Vanessa Mae, violoniste de Singapour.
- 28 octobre : Gwendoline Christie, actrice britannique
- 30 octobre : Thomas Ngijol, humoriste, acteur et réalisateur français.
- 31 octobre : Franck Gastambide, acteur, réalisateur et scénariste français.

## Novembre
- 1er novembre : 
  - Gabriel Tuft, catcheur américain.
  - Mary Kate Schellhardt, actrice américaine.
- 2 novembre : Christian Gyan, footballeur ghanéen († 29 décembre 2021).
- 5 novembre : Xavier Tondo, coureur cycliste espagnol († 23 mai 2011).
- 6 novembre: 
  - Taryn Manning, actrice, compositrice-interprète et designer américaine.
  - Yeon Jung-hoon, acteur sud-coréen.
- 10 novembre : Fahd Larhzaoui, acteur néerlandais d'origine marocaine.
- 12 novembre :
  - Alexandra Maria Lara, actrice allemande d'origine roumaine.
  - Samuel Theis, acteur français.
  - Sri Indriyani, haltérophile indonésienne.
- 16 novembre : Santiago Peña, homme politique paraguayen.
- 17 novembre : Rachel McAdams, actrice canadienne.
- 18 novembre : Christelle Néant, blogueuse franco-russe, propagandiste pro-russe
- 22 novembre : 
  - Aimee Garcia, actrice américano-mexicano-portoricaine.
  - Karen O, chanteuse américaine.
  - Mélanie Doutey, actrice française.
- 23 novembre :
  - Robert Sassone, coureur cycliste français († 21 janvier 2016).
  - Hugo St-Cyr, acteur, animateur et musicien québécois († 24 septembre 2015).
  - Aya Cissoko, boxeuse et écrivaine franco-malienne.
- 24 novembre : 
  - Barbara Beretta, actrice française de doublage et fille de Daniel Beretta.
  - Katherine Heigl, actrice et productrice américaine.
  - Susanna Majuri, photographe finlandaise († 5 mars 2020).
  - Sofia Talvik, musicienne suédoise.
- 25 novembre : 
  - Julien Arruti, acteur français.
  - Patricia Nseya Mulela, femme politique congolaise.
- 26 novembre : 
  - Ryan Toby, chanteur, producteur et parolier américain.
  - Andrejs Rubins, footballeur letton († 3 août 2022).
- 30 novembre : Gael García Bernal, acteur mexicain.

## Décembre
- 1er décembre : Magali Ripoll, chanteuse, musicienne et chroniqueuse française.
- 2 décembre : 
  - Nelly Furtado, chanteuse luso-canadienne.
  - Christopher Wolstenholme, bassiste de Muse.
- 6 décembre : Arnaud Ducret, comédien et humoriste français.
- 7 décembre : 
  - Shiri Appleby, actrice américaine.
  - Kristofer Hivju, acteur norvégien.
- 8 décembre : Ian Somerhalder, acteur américain.
- 11 décembre : Christophe Lemoine, acteur, doubleur et chanteur français.
- 12 décembre : Chen Dong, taïkonaute chinois.
- 14 décembre : Radu Sîrbu, chanteur moldave, ancien membre d'O-Zone.
- 17 décembre : Manny Pacquiao, boxeur et personnalité politique philippin.
- 18 décembre : Katie Holmes, actrice américaine.
- 20 décembre : Yoon Kye-sang, acteur et chanteur sud-coréen.
- 21 décembre : Alberto Ammann, acteur argentin.
- 23 décembre : Estella Warren, top-modèle et actrice canadienne.
- 25 décembre : Paula Seling, chanteuse roumaine.
- 26 décembre : 
  - Noom Diawara, comédien et scénariste français.
  - Pavel Wroblewski, programmateur et homme d'affaires russe.
- 27 décembre :
  - Lisa Jakub, actrice et productrice canadienne.
  - Seru Rabeni, joueur de rugby à XV fidjien († 15 mars 2016).
- 29 décembre : Ali Hillis, actrice et productrice américaine.

## Date inconnue
- Mohamed Akkari, acteur et animateur de radio tunisien († 28 avril 2017).
- Ntsiki Biyela, viticultrice sud-africaine.
- Nafissatou Diallo, protagoniste de l'affaire Dominique Strauss-Kahn en 2011.
- Azra Jafari, première femme maire en Afghanistan.
- Joseph Ponthus, écrivain français († 24 février 2021).
- Mahmoud al-Werfalli, militaire libyen († 24 mars 2021).
- Yeon Sang-ho, réalisateur sud-coréen.